# ホスローのイーワーン
ホスローのイーワーン（ ايوان كسرى Aywān(-i) Kisrā）とはイラクのバグダード南東の en:Salman Pakの町にある、古代都市クテシフォンにある宮殿跡の一部。サーサーン朝のホスロー1世が550年頃に建設したとされる。
アーチの高さは37m,幅26m,奥行き50m、古代ローマの水道橋の技術が応用されている。宮殿の材質は古代ローマのコロッセオと同様に、内側は焼き煉瓦で作られ、外側は石材で補強されていたと考えられる。
しかし、638年にカーディシーヤの戦いでサーサーン朝軍はイスラム帝国のアラブ軍に決定的な敗北を喫し、ヤズデギルド3世はアラブ軍がクテシフォンに到着する前に逃亡した。ホスローのイーワーンもチグリス川東岸の諸宮殿のひとつだったと考えられるが、タバリーやバラーズリーなど9世紀のアラビア語年代記によると、当時「東城」と呼ばれたこの地区にアラブ軍がやってくると、人馬一体となってチグリスの水流に乗り入り、浅瀬から押し渡って来て、サーサーン朝の守備部隊は矢戦で応戦したものの、不利を悟り和平条約を結んで降伏したと言う。クテシフォンはその後バグダードが建設されるまでイラクの主要都市として存続したようだが、ホスローの宮殿はクテシフォンでの戦いの前に放棄されたようである。現在はアーチを挟んで建物の右翼側しか胸壁が残っていないが、かつては両翼が存在していた。20世紀初めにチグリス川の増水で左翼部分が押流され、現在は右翼片側のみ壁面が残っている。
1980年代のサッダーム・フセイン政権下から大規模な改修が行われている。

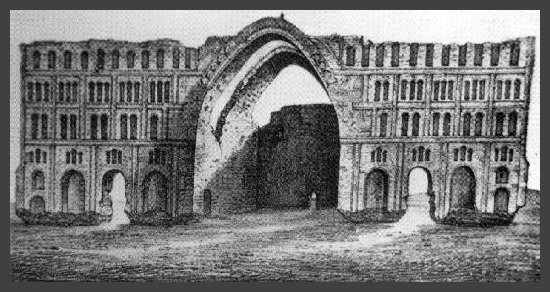
建物左翼流失以前のCaptain Hartによる描画（1824年）
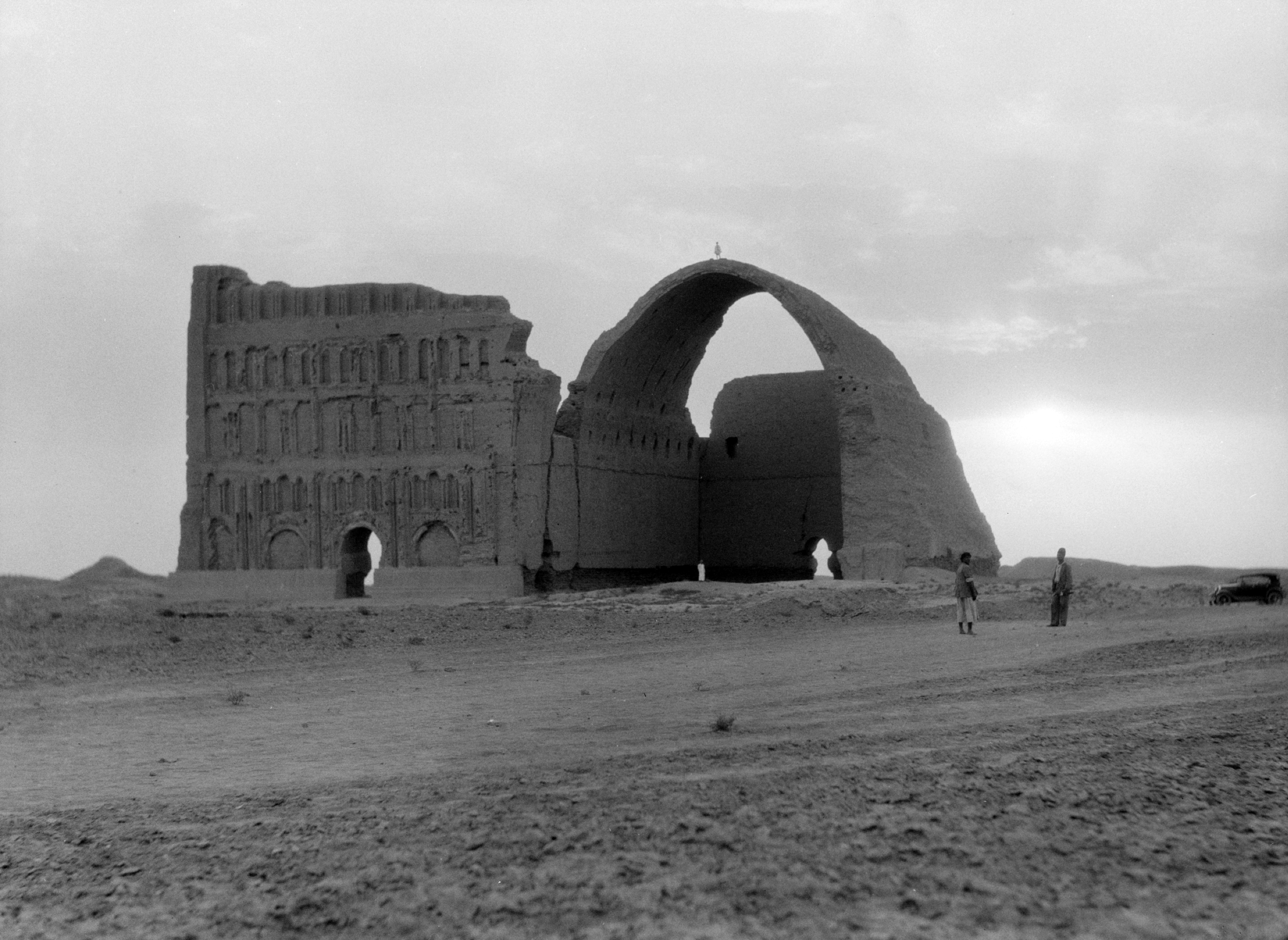
1932年に撮影された写真
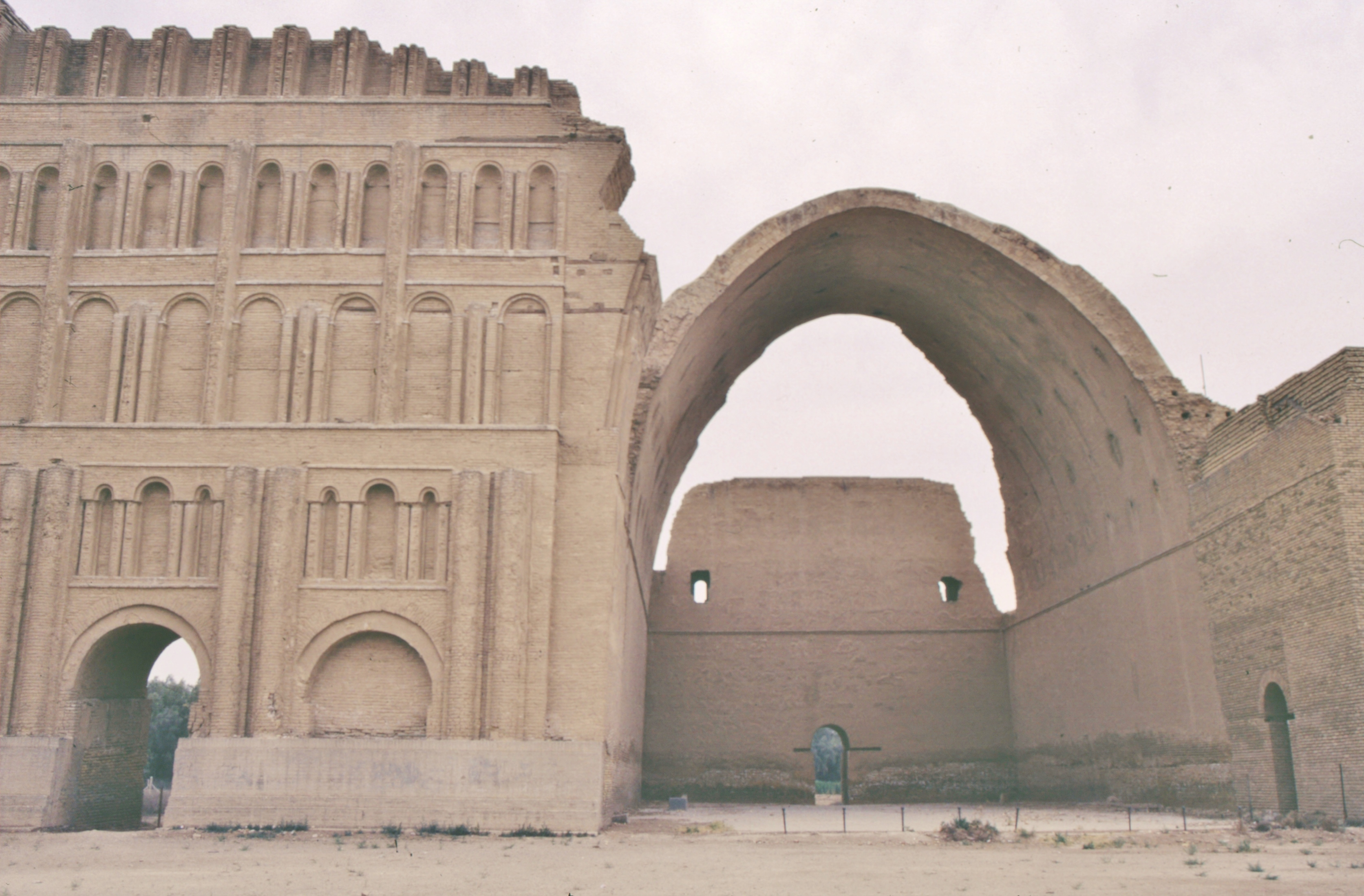
1990年頃の写真
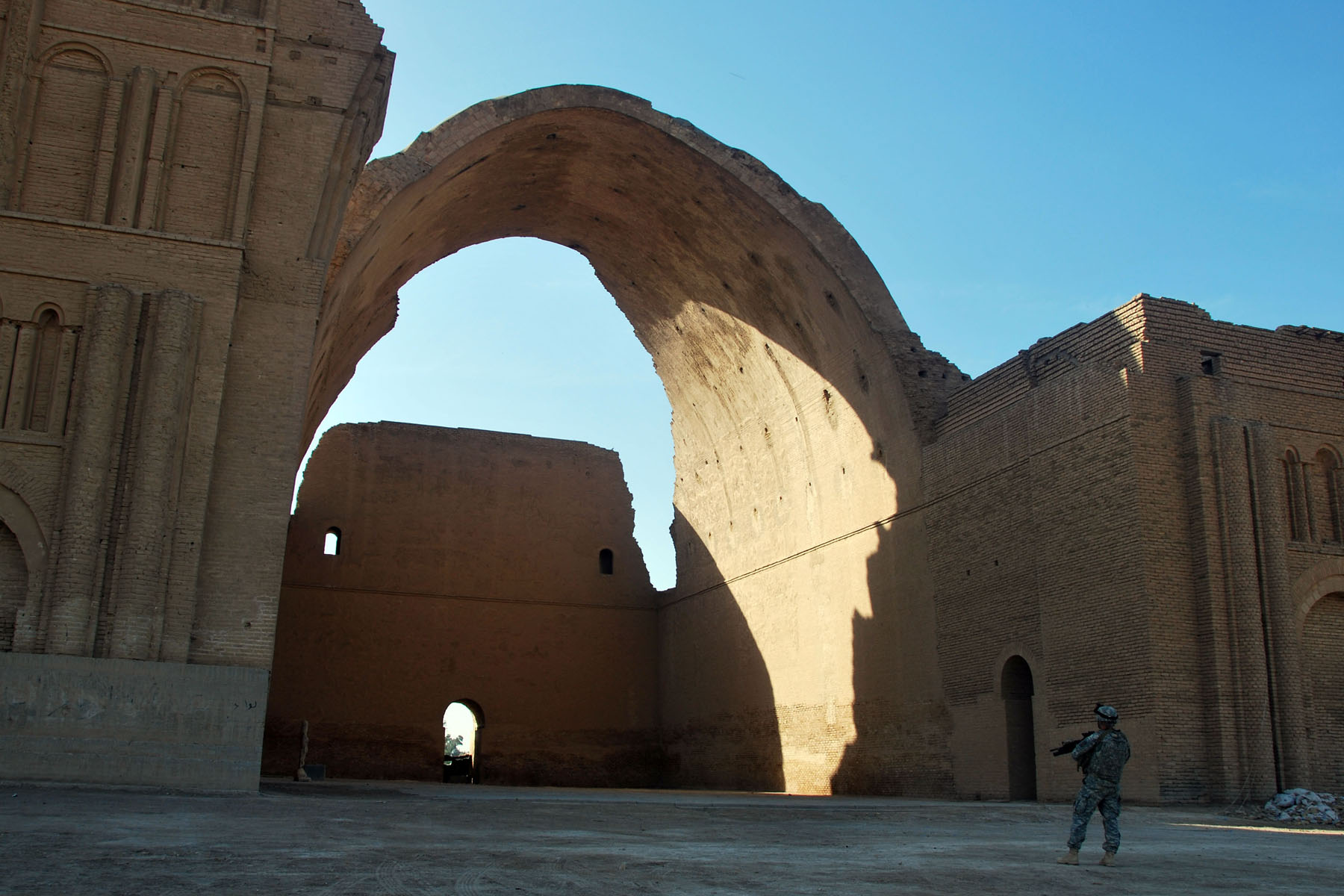
2008年の写真
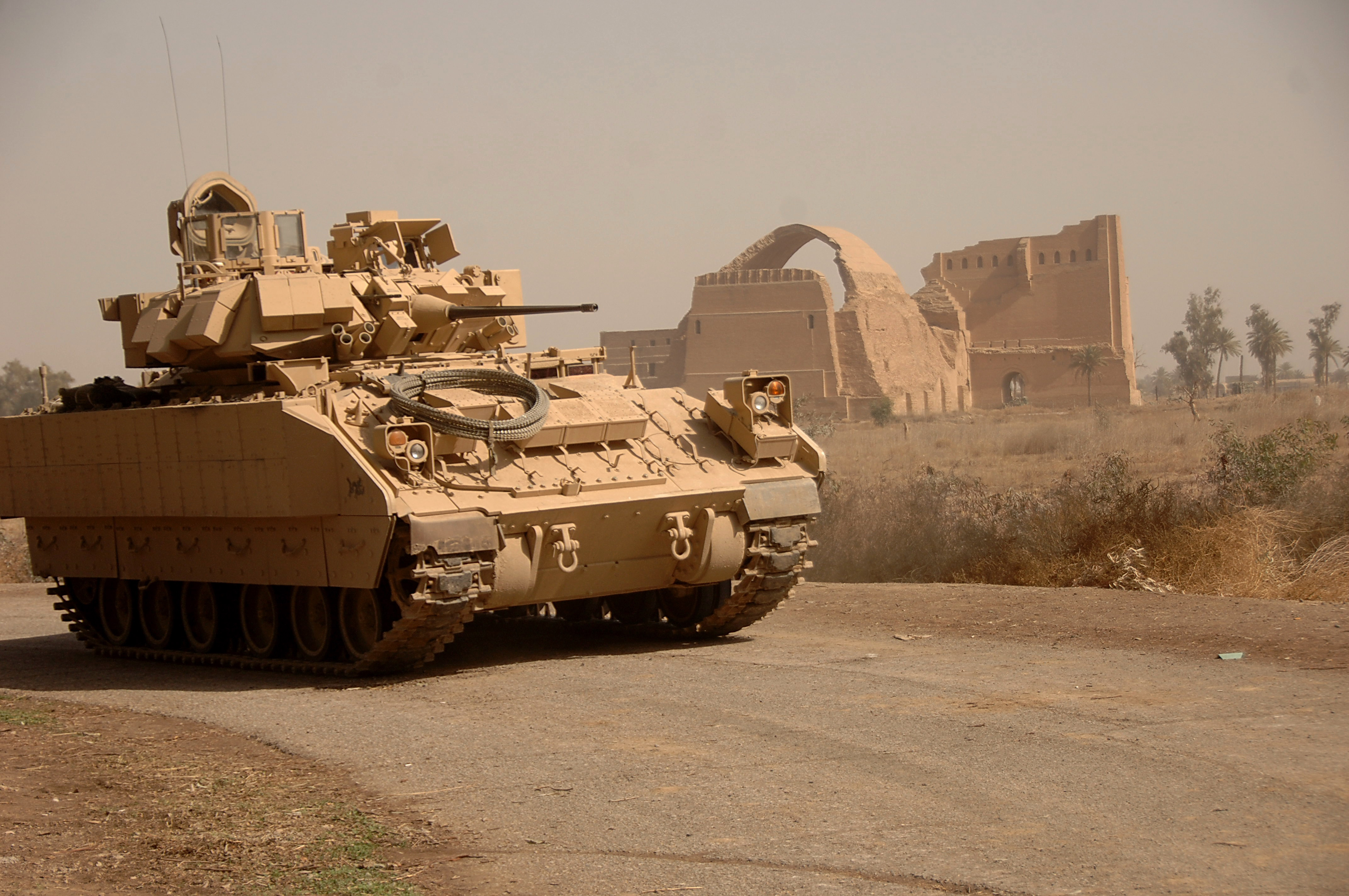
イラク戦争時の写真（2008年）